# GAZ-46
Der GAZ-46 ist ein Amphibienfahrzeug mit Allradantrieb aus sowjetischer Produktion, das auf dem Geländewagen GAZ-69 basiert. Es wurde vom Gorkowski Awtomobilny Sawod hergestellt und erhielt bei den Streitkräften den Namen MAW (russisch МАВ, kurz für малый автомобиль водоплавающий, deutsch etwa „kleines schwimmfähiges Fahrzeug“). Es ist unterhalb des BAW angesiedelt, dem „großen schwimmfähigen Fahrzeug“.

## Fahrzeuggeschichte

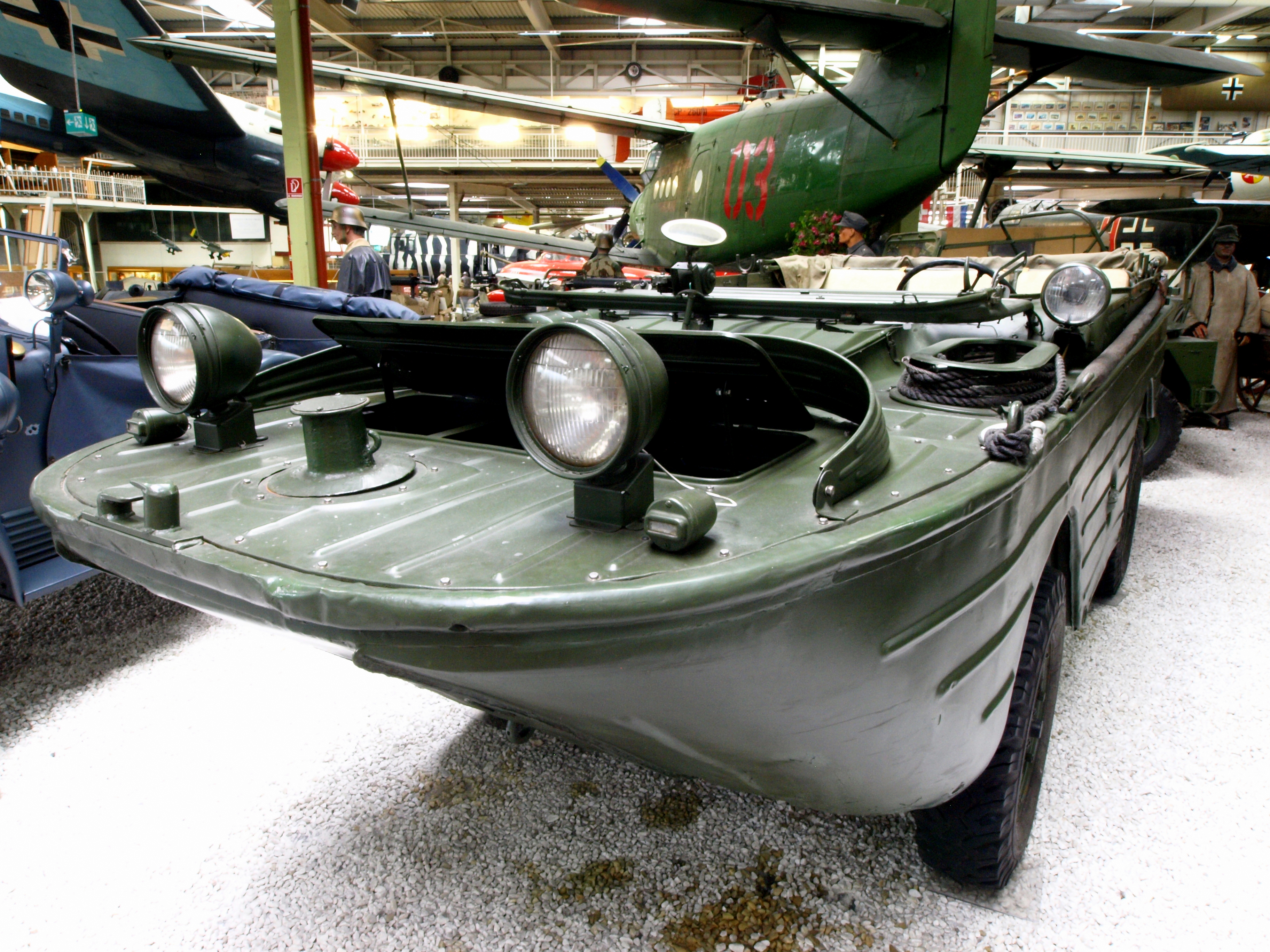
GAZ-46 im Auto- und Technikmuseum Sinsheim

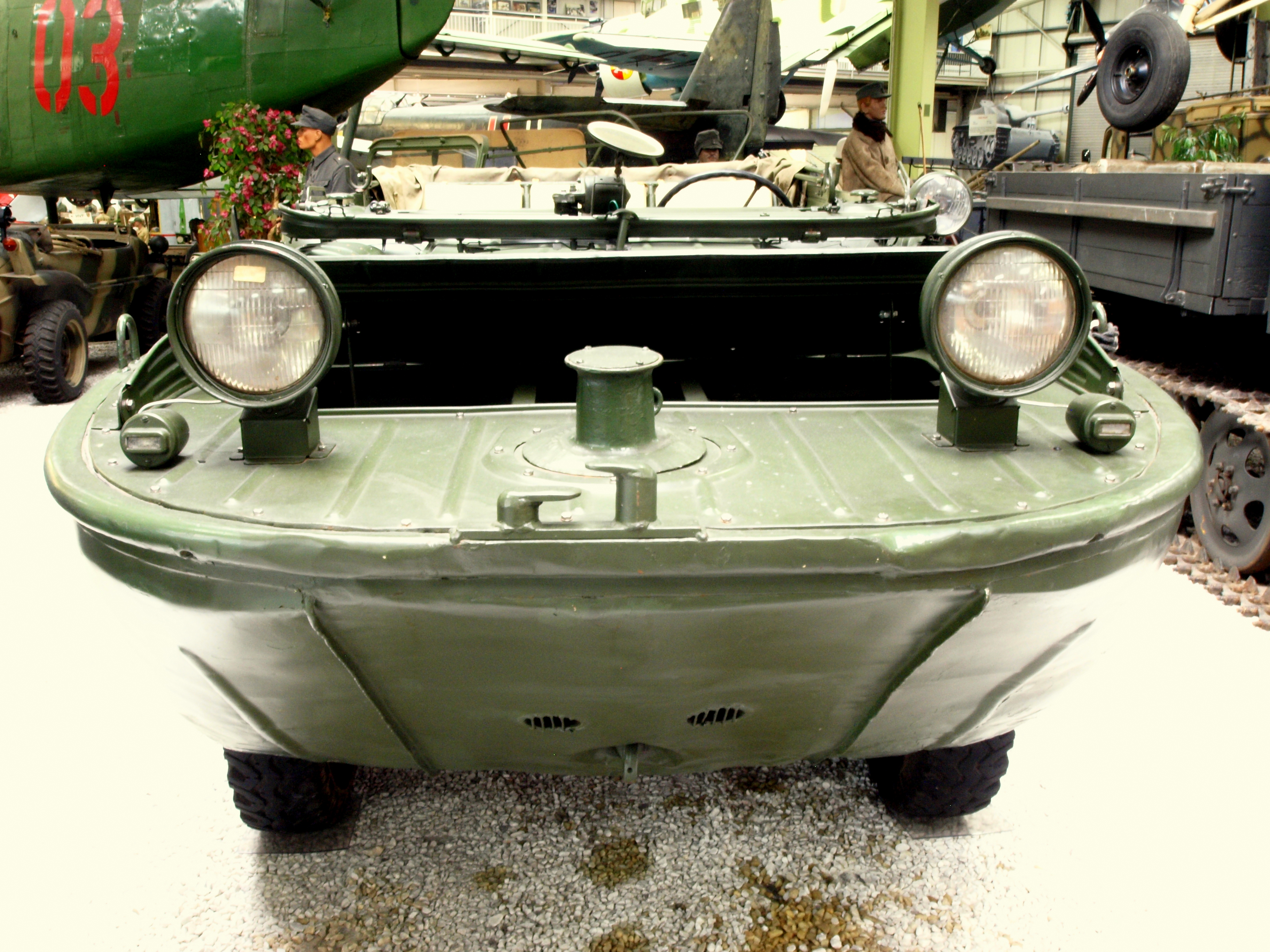
Frontansicht des Fahrzeugs

Im Rahmen des Lend-Lease-Acts erhielt die Sowjetunion während des Zweiten Weltkrieges auch US-amerikanische Amphibienfahrzeuge vom Typ Ford GPA. Von den zwischen 1941 und 1943 gebauten Fahrzeugen, die auf dem Willys MB basierten, kamen je nach Quelle zwischen 2200 und 3500 Stück zur Roten Armee. Diese erkannte die Nützlichkeit der Konstruktion im Kampfeinsatz.
Nach dem Krieg, etwa ab 1949, beschäftigte sich das Fahrzeugbauinstitut NAMI unter der Projektbezeichnung NAMI-011 mit einem Nachfolger auf Basis des GAZ-67. Später wurde das Projekt ins Gorkowski Awtomobilny Sawod verlegt und dort als GAZ-011 weitergeführt. 1953 wurde eine Kleinserie von 68 Exemplaren hergestellt, die noch auf dem Fahrgestell des GAZ-67 aufbauten.
1953 wurde das Fahrgestell ausgetauscht und stattdessen das des GAZ-69 verbaut. Auch Motor und Getriebe wurden übernommen, wobei der Motor baugleich mit dem des GAZ-M20 ist. Bis 1958 wurden 654 Exemplare gebaut, die Produktion danach eingestellt. Zwar war geplant, die Fertigung wie die des Geländewagens ins Uljanowski Awtomobilny Sawod zu verlegen, dieses Unternehmen scheiterte jedoch. So blieb es bei den Fahrzeugen, die von 1953 bis 1958 gebaut worden waren.
Verwendung fand der GAZ-46 insbesondere bei Pionier- und Aufklärungseinheiten der Sowjetarmee. Auch in andere Staaten des Warschauer Pakts wurde er exportiert.

## Technische Daten
Für die spätere Version GAZ-46.
- Motor: Vierzylinder-Ottomotor
- Motortyp: „GAZ-M20“ (entstammte dem GAZ-M20 Pobeda)
- Hubraum: 2111 cm³
- Bohrung: 82 mm
- Hub: 100 mm
- Leistung: 55 PS (40 kW)
- Verbrauch: 20 l/100 km
- Tankinhalt: 90 l
- Getriebe: Dreigang-Schaltgetriebe (entstammt dem GAZ-69)
- Höchstgeschwindigkeit: 90 km/h, 10 km/h im Wasser
- Reichweite zu Land: 500 km
- Reichweite im Wasser: 5 Stunden
- Antriebsformel: 4×4

Abmessungen und Gewichte
- Länge: 5070 mm
- Breite: 1750 mm
- Höhe: 2000 mm
- Radstand: 2300 mm
- Spurweite: 1450 mm
- Bodenfreiheit: 210 mm
- Leergewicht: 1850 kg
- Zuladung: 500 kg
- Zulässiges Gesamtgewicht: 2350 kg
- Anhängelast: 850 kg